# 이나래 (1979년)
이나래(1979년 1월 1일~)는 대한민국의 여자 레슬링 선수이다. 여자 레슬링이 처음으로 정식 종목으로 채택된 2004년 하계 올림픽에 참가했다.